# Клиффорд, Джордж, 3-й граф Камберленд
Джордж Клиффорд (англ. George Clifford; 8 августа 1558, Бруэм, Уэстморленд, Королевство Англия — 30 октября 1605, Лондон, Королевство Англия) — английский аристократ, 3-й граф Камберленд и 13-й барон де Клиффорд с 1570 года, кавалер ордена Подвязки. Придворный королевы Елизаветы I, прославившийся своими победами в турнирах. Клиффорд участвовал в создании Ост-Индской компании, в ряде военных экспедиций против испанцев, некоторые из которых он сам финансировал.

## Биография
Джордж Клиффорд принадлежал к знатному роду, владевшему обширными землями на севере Англии. Он был старшим сыном Генри Клиффорда, 2-го графа Камберленда, и его второй жены Энн Дакр. Джордж родился в 1558 году в замке Бруэм в Уэстморленде. В 1570 году он потерял отца, унаследовав семейные владения и титулы; на время его несовершеннолетия королева Елизавета I назначила опекуном Фрэнсиса Рассела, 2-го графа Бедфорда. Последний в 1577 году женил подопечного на своей дочери Маргарет.
Граф учился в кембриджском Тринити-колледже (1571—1574) и 30 ноября 1576 года получил степень магистра. Он жил главным образом при дворе. Современники описывают его как человека с очень красивой внешностью, физически сильного и деятельного, достигшего совершенства в рыцарских упражнениях, умевшего производить впечатление на других великолепием в одежде и романтической доблестью. С другой стороны, он был азартным игроком, расточителем и неверным мужем. Клиффорд часто и с большим успехом участвовал в рыцарских турнирах; он стал вторым чемпионом королевы Елизаветы после отставки сэра Генри Ли из Дитчли. Миниатюрный портрет кисти Николаса Хиллиарда, созданный около 1590 года, увековечивает это назначение, изображая графа с перчаткой королевы, оправленной в бриллианты и приколотой в виде плюмажа к его шляпе как знак монаршей благосклонности. Он участвовал в суде над Марией Стюарт (1586), в 1592 году стал кавалером ордена Подвязки, в 1600 — одним из первых акционеров Ост-Индской компании.
Из-за своего пристрастия к роскоши и азартным играм сэр Джордж промотал большую часть состояния. Он использовал войну с Испанией, чтобы вернуться к былому достатку. В 1588 году Клиффорд командовал галеоном в боевых действиях против Непобедимой армады; именно он принёс королеве известие о победе при Гравелине. В благодарность Елизавета предоставила сэру Джорджу корабль «Золотой лев» для военной экспедиции в Южные моря. Графу пришлось вернуться в Англию вскоре после отплытия из-за плохой погоды, но в августе 1589 года он отправился в новую экспедицию на Азорские острова с королевским кораблём «Виктория» и ещё шестью судами. В Ла-Манше Клиффорд захватил три французских корабля, принадлежавших Католической лиге; у берегов Португалии и Испании ему достались ещё несколько ценных призов, а позже он захватил богато нагруженную испанскую флотилию, следовавшую из Вест-Индии, так что стоимость добычи превысила сто тысяч фунтов. На обратном пути один из кораблей графа затонул. На других судах люди терпели тяжёлые лишения из-за отсутствия питьевой воды, причём Клиффорд переносил тяготы наравне со всеми и с большим мужеством. К концу года эскадра добралась до родных берегов.
В 1591 году Клиффорд совершил новое плавание к берегам Португалии во главе восьми кораблей. Он захватил несколько призов, но вскоре потерял всю добычу. В 1592 году у Азорских островов граф, действуя совместно с сэром Джоном Бергом, захватил испанскую каракку, однако всё захваченное золото досталось его партнёру; позже королева выплатила сэру Джорджу компенсацию в 36 тысяч фунтов. Граф финансировал морские экспедиции 1593 и 1595 годов (во время первой из них была сожжена испанская каррака «Синко Льягас»), а в 1597 году лично возглавил целую флотилию в 20 кораблей. Сэр Джордж пересёк Атлантику и занял город Сан-Хуан на острове Пуэрто-Рико; он рассчитывал сделать остров английской колонией, но из-за вспыхнувшей эпидемии был вынужден покинуть его. Испанские галеоны с золотом в тот год остались в гаванях, и в результате масштабная экспедиция закончилась ничем.
Клиффорду так и не удалось увеличить своё состояние за счёт каперской деятельности. Иногда он захватывал большие ценности, но общий итог оказался неутешительным: на момент смерти (30 октября 1605 года) у графа были огромные долги.

## Семья
Джордж Клиффорд был женат с 1577 года на леди Маргарет Рассел, дочери Фрэнсиса Рассела, 2-го графа Бедфорда, и Маргарет Сент-Джон. В этом браке родились двое сыновей, Роберт и Фрэнсис, которые умерли в раннем детстве. До взрослых лет дожила только дочь — Анна (1590—1676), жена Ричарда Сэквилла, 3-го графа Дорсета. Она получила после смерти отца баронский титул, который мог переходить по женской линии; графский же титул перешёл к младшему брату Джорджа Фрэнсису. Ему же 3-й граф завещал и большую часть своего состояния. Анна инициировала судебную тяжбу, которая длилась много лет. В конце концов баронессе удалось доказать свои права на родовые земли.